# Ротан, Ян
Ян Филипп Ротан (нидерл. Jan Philipp Roothaan, (23 ноября 1785 года — 8 мая 1853 года) — генерал Общества Иисуса (иезуиты), двадцать первый по счёту глава ордена и третий после его восстановления в 1814 году.
Ян Ротан родился 23 ноября 1785 года в Амстердаме. Он был младшим ребёнком в семье, которая перешла в католицизм из кальвинизма. Получил хорошее образование, после окончания гимназии в течение четырёх лет обучался в высшей школе Athenaeum Illustre.
Служа министрантом в католической церкви познакомился с некоторыми священниками — бывшими иезуитами (Общество было распущено в 1773 году). Юноша глубоко принял идеи иезуитов и выразил горячее желание присоединиться к Обществу, в связи с чем ему посоветовали направиться в Россию, где благодаря покровительству императрицы Екатерины II иезуиты продолжали свою деятельность.
В 1804 году он переехал в Динабург (ныне Даугавпилс, Латвия), где поступил в иезуитский новициат. В 1806 году он был принят в Общество Иисуса, после чего три года преподавал в иезуитской гимназии Динабурга. Затем он изучал философию и теологию в Полоцком иезуитском коллегиуме и Полоцкой иезуитской академии (1809 — 1813). В 1812 году в Полоцке он был рукоположён во священники. Ян Ротан отличался глубоким знанием философии и теологии, он также был полиглотом, кроме родного голландского свободно владел польским и французским, читал тексты на греческом, латыни и иврите.
Буллой от 7 августа 1814 года «Sollicitudo omnium ecclesiarum» папа Пий VII восстановил Общество Иисуса во всех его правах и привилегиях.
С 1816 по 1820 год Ян Ротан работал как преподаватель в Орше, параллельно вёл пастырскую работу в католическом приходе.
В 1820 году иезуиты были изгнаны из России. Ротан направился в швейцарский Бриг, где продолжал преподавать. Вскоре он был назначен ректором вновь созданного колледжа в Турине и вице-провинциалом ордена иезуитов в Италии.
После смерти в январе 1829 года генерала ордена Луиджи Фортиса была созвана 21-я Генеральная конгрегация Общества Иисуса. 9 июля Ян Ротан был избран новым главой Общества. Главной заслугой Ротана на посту генерала ордена стало восстановление ряда важных правил и традиций иезуитов, существовавших до роспуска — ежегодные послания, строгие и определённые правила допуска к обетам в ордене и т. д. При нём было восстановлено общество болландистов.
Под управлением Ротана орден постепенно восстанавливался, открывались новые школы, улучшалась интеллектуальная и духовная формация членов Общества. Общее число иезуитов за период руководства орденом Ротана выросло с 2137 до 5209 человек, а число иезуитских колледжей с 55 до 100. Иезуиты вновь начали вести миссионерскую деятельность в Америке, Африке и Азии. Сохранению и укреплению внутреннего духа общества посвящено 9 из одиннадцати циркулярных писем Ротана.
В 1850 году начал выпускаться журнал «La Civiltà Cattolica»  (издаётся в Ватикане по настоящее время). Были переизданы "Духовные упражнения" св. Игнатия Лойолы, к которым Ротан написал предисловие и комментарии.
Во время Революции 1848 — 1849 годов был вынужден временно бежать из Рима, после подавления революции вернулся в город вместе с Папой Пием IX.
Ян Ротан скончался 8 мая 1853 года. Его преемником был избран бельгиец Петер Ян Бекс.